# (100092) 1993 FK8
(100092) 1993 FK8 es un asteroide perteneciente al cinturón de asteroides, descubierto el 17 de marzo de 1993 por el equipo del Uppsala-ESO Survey of Asteroids and Comets desde el Observatorio de La Silla, Chile.